# ستيف كامينغز (لاعب كرة قاعدة)
ستيف كامينغز (بالإنجليزية: Steve Cummings)‏ هو لاعب كرة قاعدة أمريكي، ولد في 15 يوليو 1964 في هيوستن في الولايات المتحدة.

## وصلات خارجية
- ستيف كامينغز على موقعبيزبول رفرنس.كوم (الدوري الرئيسي) (الإنجليزية)
- ستيف كامينغز على موقعبيزبول رفرنس.كوم (الدوري الثانوي) (الإنجليزية)